# Cubanomysis mysteriosa
Cubanomysis mysteriosa är en kräftdjursart som beskrevs av Gleye 1982. Cubanomysis mysteriosa ingår i släktet Cubanomysis och familjen Mysidae. Inga underarter finns listade i Catalogue of Life.